# Tajo del Águila
El Tajo del Águila es un espacio natural localizado en Algar (Andalucía). Esta en las inmediaciones del parque natural de Los Alcornocales

## Entorno
Desde el Tajo se observan El Tempul, Pantano de Guadalcacín y Algar.

## Uso en la actualidad

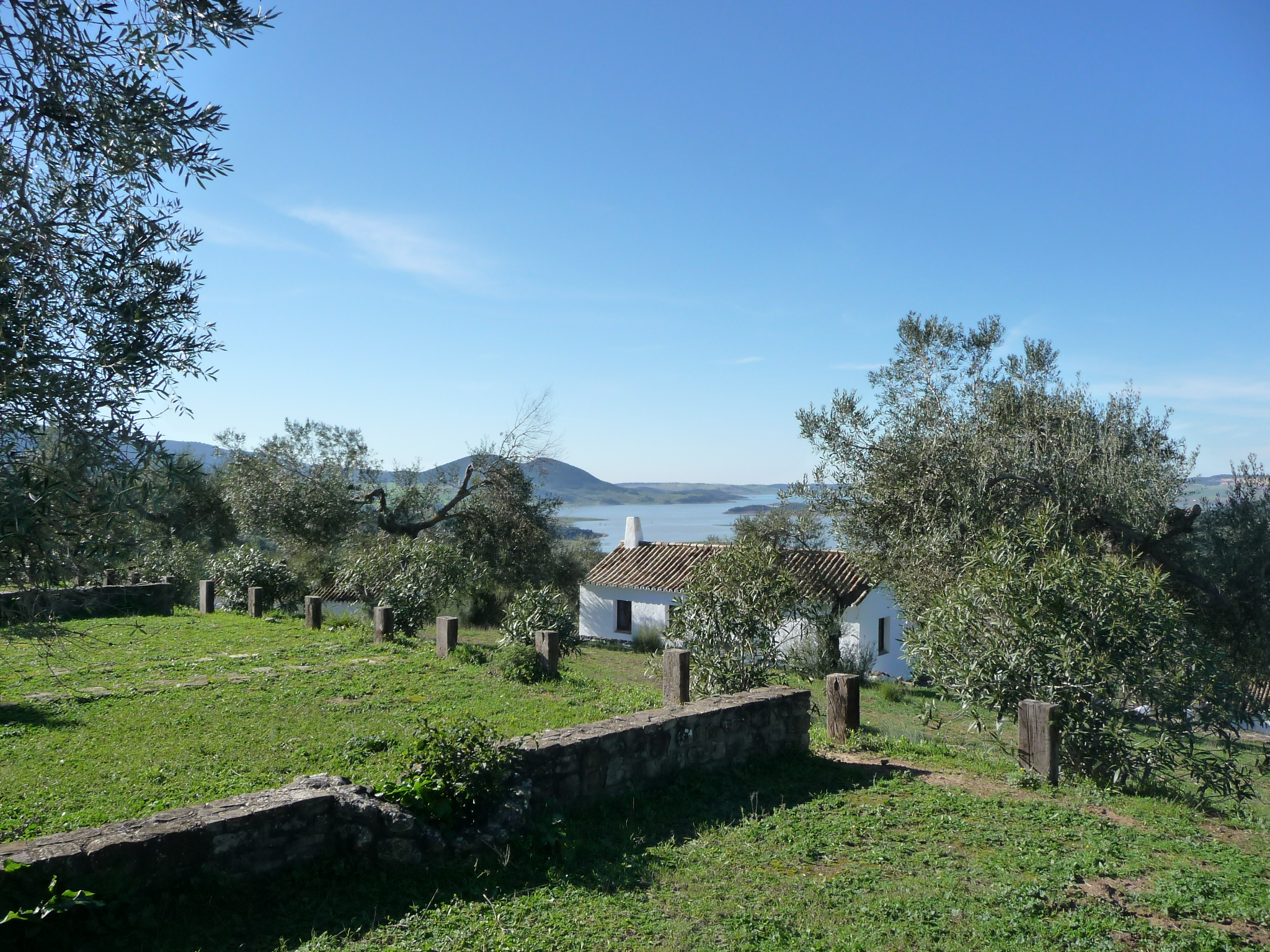
Casas rurales en la zona de ocio

En la actualidad se explota como camping, con casas rurales y se ofrecen actividades en la naturaleza (paseos por el río, canoa, senderismo, etc).
Aunque se ha levantado cierta polémica la adeudar la empresa pagos al Ayuntamiento desde hace años